# Mary Fulbrook
Mary Fulbrook (* 28. November 1951 in Cardiff) ist eine britische Historikerin und Professorin für neuere Deutsche Geschichte.

## Herkunft und Ausbildung
Mary Fulbrook wurde 1951 als Mary Jean Alexandra Cochran in Cardiff/Wales geboren. Sie verbrachte ihre Kindheit in Wales und Birmingham. Ihr Vater war der kanadischstämmige Professor für Kristallographie Arthur James Cochran, ihre Mutter die in Berlin gebürtige Kriminologin Harriett Charlotte Wilson, die Deutschland 1936 aus politischen und rassischen Gründen verlassen musste. 
Nach ihrem Schulabschluss 1969 studierte sie ab 1970 Geschichte, Archäologie und Anthropologie, Politik und Sozialwissenschaften zunächst an der Cambridge University (1973 B.A., 1977 M.A.) und anschließend in Harvard (1975 M.A.), wo sie 1979 mit einer Arbeit über Piety and Politics: Religion and the Rise of Absolutism in England, Württemberg and Prussia promoviert wurde.

## Karriere
1977/78 war sie als Dozentin an der Brunel University in Uxbridge tätig, von 1979 bis 1982 als Research Fellow und wissenschaftliche Mitarbeiterin an der Cambridge University (New Hall / Murray Edwards College) und von 1982 bis 1983 am King’s College in London. Seit 1983 ist sie am University College London (UCL) tätig, zunächst als Dozentin, seit 1995 als Professorin für Deutsche Geschichte. Von 1991 bis 2010 war sie Leiterin des Zentrums für Europäische Studien der UCL. Derzeit ist sie Prodekanin der Faculty of Arts and Humanities.
Nicht ohne Bezug zur Biographie ihrer Mutter versucht sich Mary Fulbrook im respektvollen Verstehen der Neueren Deutschen Geschichte als einem komplizierten Spagat zwischen einem faszinierenden Land mit großer Kultur und den Abgründen des Holocausts mit allen politischen und sozialen Aspekten. Daneben gilt ihr Interesse der unterschiedlichen sozialen, kulturellen und politischen Entwicklung zweier deutscher Staaten als Resultat aus Drittem Reich und Zweitem Weltkrieg sowie deren Zusammenwachsen nach der Wende 1989.
Ihre wissenschaftlichen Arbeiten wurden u. a. unterstützt durch das Harvard Center for European Studies Krupp Fellowship an der London School of Economics oder das Lady Margaret Research Fellowship New Hall, Cambridge.
Als international renommierte Professorin für Neuere Deutsche Geschichte ist Mary Fulbrook Vorsitzende der Sektion für Zeitgeschichte der British Academy, Mitglied im internationalen Kuratorium der Bundeskanzler-Willy-Brandt-Stiftung, Mitglied des wissenschaftlichen Kuratoriums der Stiftung Gedenkstätten Buchenwald und Mittelbau-Dora und im Beirat des German Historical Institute London (GHIL) sowie ehemaliges Mitglied des Verwaltungsrates der Great Ormond Street Hospital School for Sick Children und Gründungsherausgeberin des Fachmagazins German History. The Journal of the German History Society.
2019 erhielt Fulbrook den Wolfson History Prize für Reckonings: Legacies of Nazi Persecution and the Quest for Justice.

## Privatleben
Die bekennende Labour-Anhängerin ist seit 1973 mit dem Juristen Julian George Holder Fulbrook verheiratet, das Paar hat drei Kinder.

## Schriften
- Piety and Politics: Religion and the Rise of Absolutism in England, Württemberg and Prussia. Cambridge: Cambridge University Press 1983, ISBN 0-521-27633-0.
- Interpretations of the Two Germanies, 1945–1990. 2nd edition. Houndsmills: Palgrave Macmillan, 2000, ISBN 0-312-23190-3.
- Anatomy of a Dictatorship: Inside the GDR 1949–1989. Oxford: Oxford University Press 1995, ISBN 0-19-820720-4.
- German National Identity after the Holocaust. Cambridge: Polity Press 1999, ISBN 0-7456-1045-5.
- Historical Theory. London: Routledge 2002; ISBN 0-415-17986-6.
- A Concise History of Germany. 2nd edition. Cambridge: Cambridge University Press 2004, ISBN 0-521-54071-2.
- The People’s State. East German Society from Hitler to Honecker New Haven: Yale University Press 2005, ISBN 0-300-10884-2.
  - deutsche Ausgabe: Ein ganz normales Leben. Alltag und Gesellschaft in der DDR. Darmstadt: Primus Verlag 2008, ISBN 978-3-89678-643-2.
- A History of Germany 1918–2008: The Divided Nation. 3rd edition. Malden, Oxford, Chichester: Wiley-Blackwell 2009, ISBN 978-1-4051-8814-2.
- Dissonant Lives: Generations and Violence through the German Dictatorships. Oxford: Oxford University Press, 2011, ISBN 978-0-19-928720-8.
- A small town near Auschwitz. Ordinary Nazis and the Holocaust. Oxford: Oxford University Press 2012, ISBN 978-0-19-960330-5.[1]
  - deutsche Ausgabe: Eine kleine Stadt bei Auschwitz. Gewöhnliche Nazis und der Holocaust. (= Rheinprovinz. Band 23). Aus dem Englischen von Eva Eckinger. Essen: Klartext 2015, ISBN 978-3-8375-0980-9.
- Reckonings: Legacies of Nazi Persecution and the Quest for Justice. Oxford: Oxford University Press, 2018, ISBN 978-0198811237
- Bystander society. Conformity and complicity in Nazi Germany and the Holocaust. Oxford University Press, New York 2023, ISBN 978-0-19-769171-7.